# 服部 (名古屋市)
服部（はっとり）は、愛知県名古屋市中川区にある町名。現行行政地名は服部一丁目から服部五丁目と富田町大字服部。住居表示未実施。富田町大字服部には、5つの小字が設置されている。

## 地理
名古屋市中川区の北西部に位置し、東は吉津、南は春田、北は島井町と千音寺、西はあま市に接する。

### 小字
富田町大字服部にある小字は以下の通りである。
- 鵜ノ首
- 君矢田
- 馬黒

## 歴史

### 町名の由来
機織部の居住地であったことによる説、室町時代に津島在の服部平左衛門なる武士が地頭として当地を支配したことによるという説などがあるとされる。1980年（昭和55年）2月22日、「集落民総会」において住民の無記名投票とすることに決し、「服部」が132票、「はとり」が55票、無効票が10票となったことから、「服部」の町名とすることが決まったという。

### 大字服部
- 1889年（明治22年）10月1日 - 合併に伴い、海東郡赤星村が成立する。そのうち、旧服部村部分をもって大字服部を編成する[3]。
- 1906年（明治39年）7月1日 - 合併に伴い、富田村大字服部となる[3]。
- 1944年（昭和19年）2月11日 - 町制施行に伴い、海部郡富田町大字服部となる[3]。
- 1955年（昭和30年）10月1日 - 合併に伴い、名古屋市中川区富田町大字服部となる[3]。

### はとり二丁目
- 1980年（昭和55年）9月14日 - 中川区富田町大字春田の一部により、同区はとり二丁目が成立する[3]。
- 1982年（昭和57年）10月10日 - はとり二丁目は富田町大字松下および大字服部の各一部とともに新設の服部二丁目に吸収され消滅[3]。

### 服部
- 1982年（昭和57年）10月10日 - 中川区富田町大字服部・同大字松下の各一部により同区服部一丁目、はとり二丁目・富田町大字松下・同大字服部の各一部により同区服部二丁目、富田町大字服部の一部により同服部三丁目および同四丁目、富田町大字服部および同大字戸田の各一部により服部五丁目がそれぞれ成立する[3]。
- 1983年（昭和58年）11月13日 - 富田町大字万場・同大字松下の各一部を服部一丁目に編入する[3]。

## 世帯数と人口
2019年（平成31年）2月1日現在の世帯数と人口は以下の通りである。

### 服部
| 丁目       | 世帯数    | 人口    |
| ---------- | --------- | ------- |
| 服部一丁目 | 191世帯   | 456人   |
| 服部二丁目 | 151世帯   | 371人   |
| 服部三丁目 | 335世帯   | 962人   |
| 服部四丁目 | 411世帯   | 977人   |
| 服部五丁目 | 242世帯   | 612人   |
| 計         | 1,330世帯 | 3,378人 |

### 人口の変遷
国勢調査による人口の推移
| 1995年（平成7年）  | 2169人  | [ WEB 6 ]  |  |
| 2000年（平成12年） | 2,262人 | [ WEB 7 ]  |  |
| 2005年（平成17年） | 2,549人 | [ WEB 8 ]  |  |
| 2010年（平成22年） | 2,903人 | [ WEB 9 ]  |  |
| 2015年（平成27年） | 3,151人 | [ WEB 10 ] |  |
| 2020年（令和2年）  | 3,393人 | [ 4 ]      |  |

### 富田町大字服部
| 町丁           | 世帯数  | 人口  |
| -------------- | ------- | ----- |
| 富田町大字服部 | 179世帯 | 330人 |

## 学区
市立小・中学校に通う場合、学校等は以下の通りとなる。また、公立高等学校に通う場合の学区は以下の通りとなる。なお、小・中学校は学校選択制度を導入しておらず、番毎で各学校に指定されている。
| 丁目・字                             | 小学校                                      | 中学校                                      | 高等学校 |
| ------------------------------------ | ------------------------------------------- | ------------------------------------------- | -------- |
| 服部一丁目                           | 名古屋市立千音寺小学校                      | 名古屋市立はとり中学校                      | 尾張学区 |
| 服部二丁目                           | 名古屋市立千音寺小学校 名古屋市立春田小学校 | 名古屋市立はとり中学校 名古屋市立富田中学校 | 尾張学区 |
| 服部三丁目                           | 名古屋市立千音寺小学校                      | 名古屋市立はとり中学校                      | 尾張学区 |
| 服部四丁目                           | 名古屋市立千音寺小学校                      | 名古屋市立はとり中学校                      | 尾張学区 |
| 服部五丁目                           | 名古屋市立千音寺小学校                      | 名古屋市立はとり中学校                      | 尾張学区 |
| 服部字鵜ノ首 服部字君矢田 服部字馬黒 | 名古屋市立千音寺小学校                      | 名古屋市立はとり中学校                      | 尾張学区 |

## 交通
- 国道302号（名古屋環状2号線）
- 千音寺南インターチェンジ

## 施設
- 名古屋市立はとり中学校
- 名古屋市富田図書館
- 名古屋市立はとり幼稚園
- 前波公園
- 大縄公園
- はとり公園

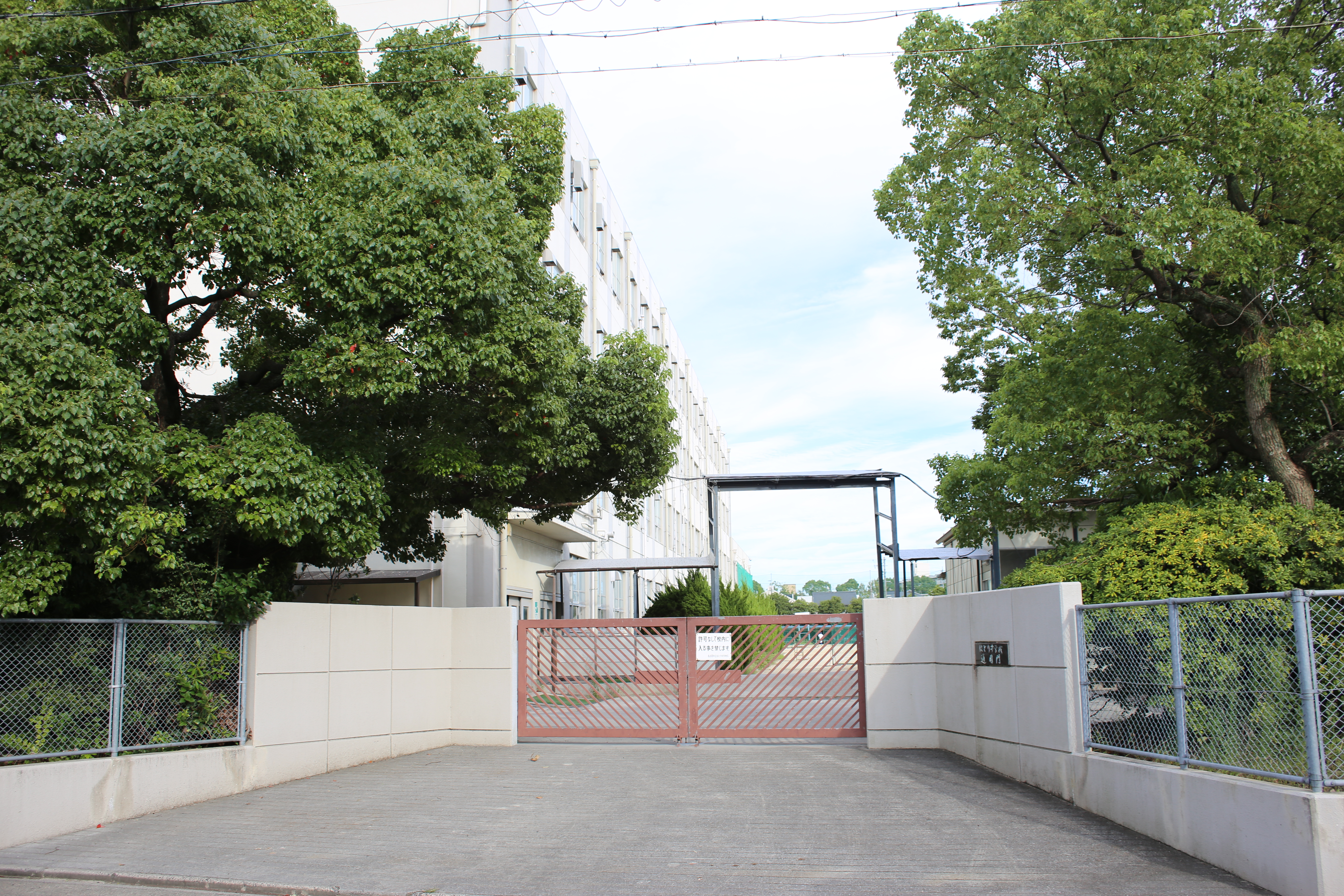
名古屋市立はとり中学校（2015年9月）
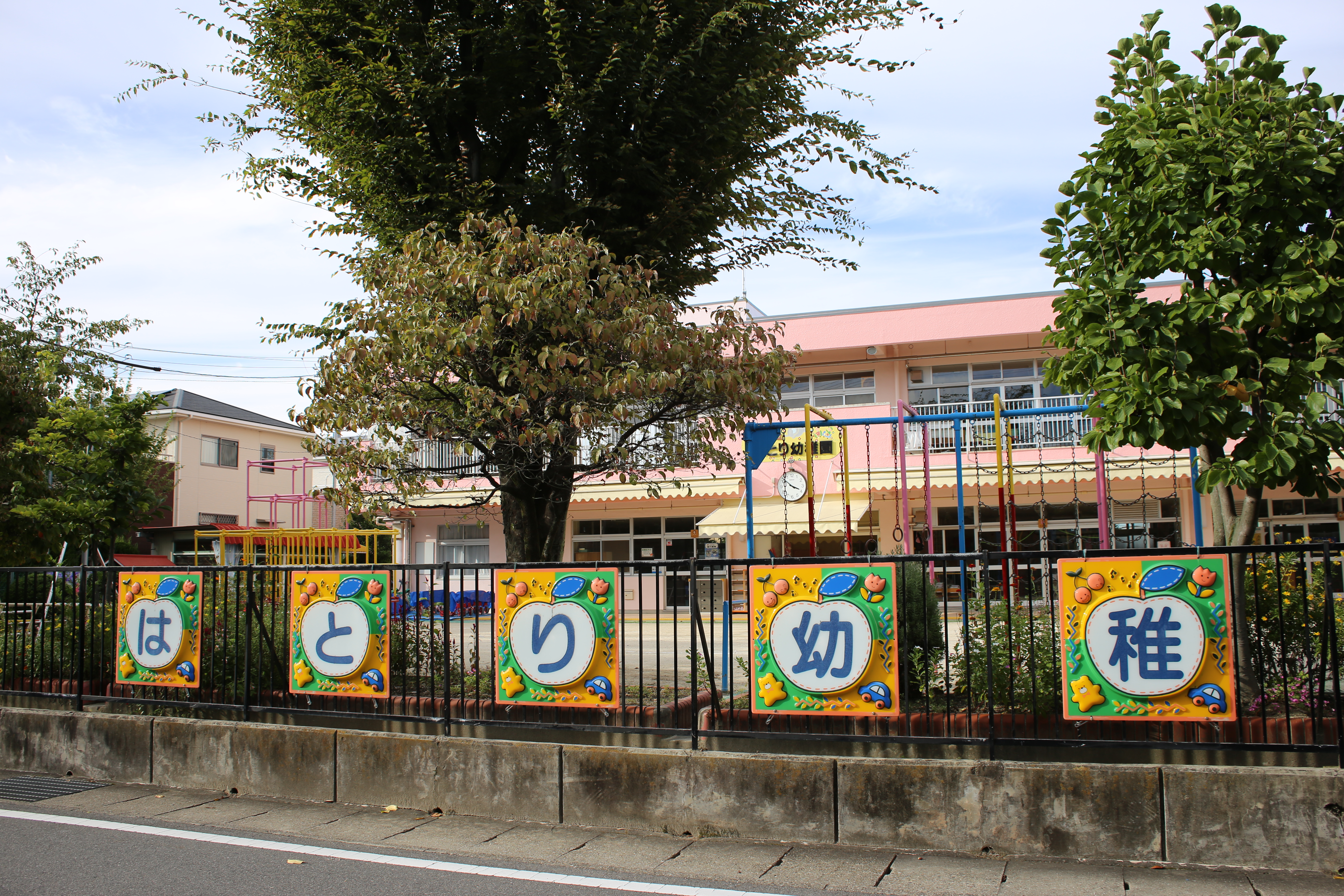
名古屋市立はとり幼稚園（2015年9月）
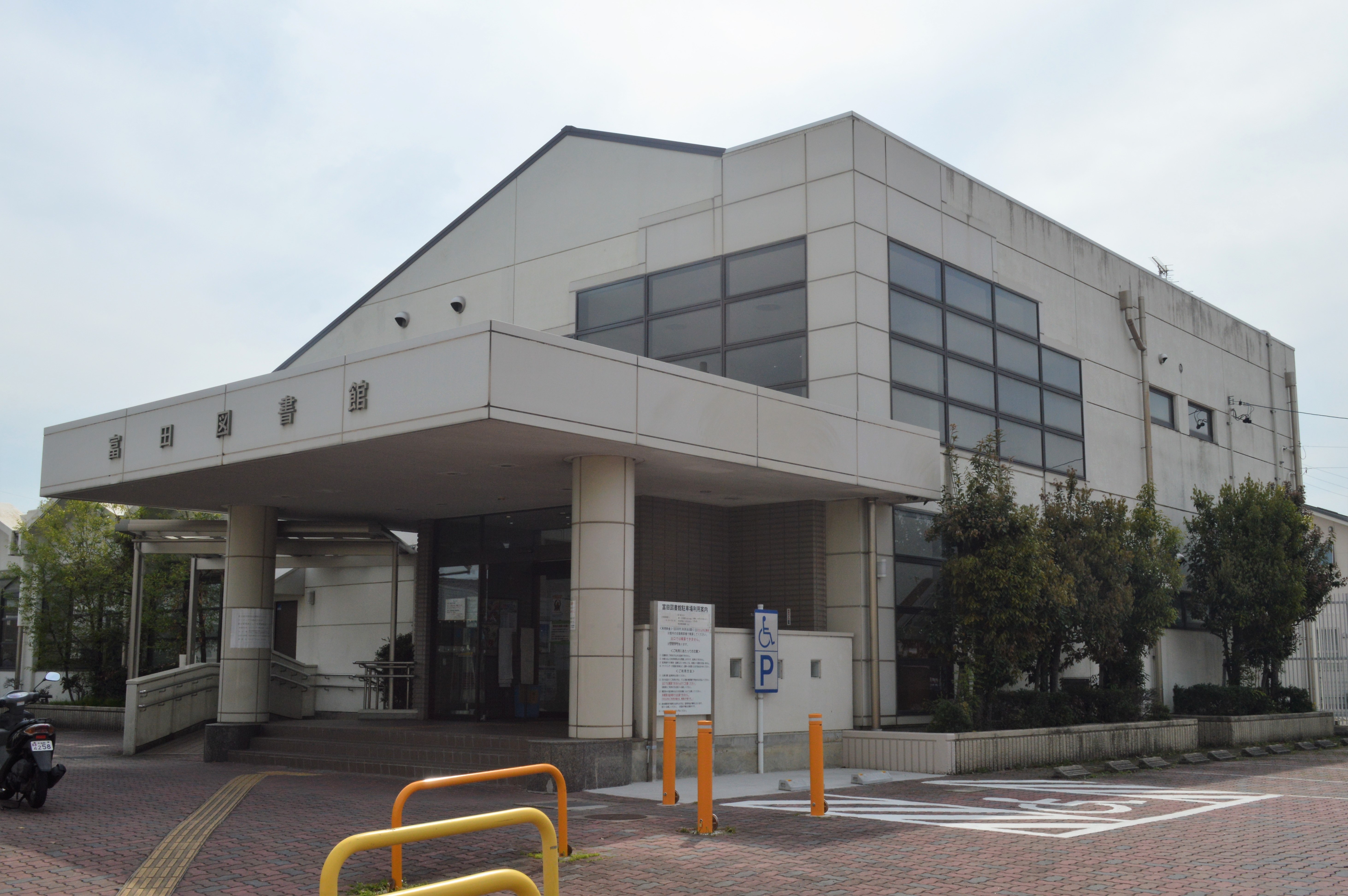
名古屋市富田図書館（2019年4月）

## その他

### 日本郵便
- 集配担当する郵便局は以下の通りである[WEB 13]。

| 町丁           | 郵便番号 | 郵便局     |
| -------------- | -------- | ---------- |
| 服部           | 454-0976 | 中川郵便局 |
| 富田町大字服部 | 454-0973 | 中川郵便局 |

### WEB
1. 1 2 3  “町・丁目(大字)別、年齢(10歳階級)別公簿人口(全市・区別)”.   名古屋市 (2019年2月20日). 2019年2月20日閲覧。
2. 1 2  “郵便番号”.  日本郵便. 2019年2月10日閲覧。
3. 1 2  “市外局番の一覧”.   総務省. 2019年1月6日閲覧。
4. 1 2  “郵便番号”.  日本郵便. 2019年2月10日閲覧。
5. ↑  “中川区の町名一覧”.   名古屋市 (2015年10月21日). 2019年2月13日閲覧。
6. ↑  総務省統計局 (2014年3月28日). “平成7年国勢調査の調査結果(e-Stat) - 男女別人口及び世帯数 －町丁・字等” (CSV). 2019年4月27日閲覧。
7. ↑  総務省統計局 (2014年5月30日). “平成12年国勢調査の調査結果(e-Stat) - 男女別人口及び世帯数 －町丁・字等” (CSV). 2019年4月27日閲覧。
8. ↑  総務省統計局 (2014年6月27日). “平成17年国勢調査の調査結果(e-Stat) - 男女別人口及び世帯数 －町丁・字等” (CSV). 2019年4月27日閲覧。
9. ↑  総務省統計局 (2012年1月20日). “平成22年国勢調査の調査結果(e-Stat) - 男女別人口及び世帯数 －町丁・字等” (CSV). 2019年4月27日閲覧。
10. ↑  総務省統計局 (2017年1月27日). “平成27年国勢調査の調査結果(e-Stat) - 男女別人口及び世帯数 －町丁・字等” (CSV). 2019年4月27日閲覧。
11. ↑  “市立小・中学校の通学区域一覧”.   名古屋市 (2018年11月10日). 2019年1月14日閲覧。
12. ↑  “平成29年度以降の愛知県公立高等学校（全日制課程）入学者選抜における通学区域並びに群及びグループ分け案について”.   愛知県教育委員会 (2015年2月16日). 2019年1月14日閲覧。
13. ↑  郵便番号簿 平成29年度版 - 日本郵便. 2019年02月10日閲覧 (PDF)

### 書籍
1. ↑  名古屋市計画局 1992, p. 486.
2. ↑  恒川幸十 1983, p. 20.
3. 1 2 3 4 5 6 7 8  名古屋市計画局 1992, p. 831.
4. ↑  “令和2年国勢調査 名古屋の町(大字)･丁目別人口” (PDF).   名古屋市総務局企画部統計課 (2020年10月1日). 2024年2月7日閲覧。